# Venette
Venette là một xã thuộc tỉnh Oise trong vùng Hauts-de-France ở phía bắc nước Pháp cách thủ đô Paris khoảng 250km theo đường chim bay. Xã này nằm ở khu vực có độ cao trung bình khoảng 34 mét trên mực nước biển.